# Passion (filme de 1954)
Passion (prt: Onde Morre o Vento; bra: Sob a Lei da Chibata) é um filme estadunidense de 1954, do gênero bangue-bangue, dirigido por Allan Dwan.

## Sinopse
Em busca de vingança e perseguido por um homem da lei, caubói procura o assassino de sua esposa, acompanhado da irmã gêmea da mulher.

## Elenco
- Cornel Wilde .... Juan Obreon
- Yvonne De Carlo .... Rosa Melo / Tonya Melo
- Raymond Burr .... capitão Rodriguez
- Lon Chaney Jr. .... Castro
- Stuart Whitman .... Bernal
- Belle Mitchell .... señora Carrissa
- Rodolfo Acosta .... Salvator Sandro
- John Qualen .... Gaspar Melo
- Anthony Caruso .... sargento Muñoz
- Frank de Kova .... Martinez